# Vinaya
Vinaya sau Vinaya Pitaka este o scriptură budistă ce conține reguli pentru comunitatea monahală (călugări și călugărițe). Cuvântul vinaya vine din limba sanscrită și înseamnă disciplină.

## Istorie și tradiți
Vinaya a fost adoptat în timpul Primului conciliu budist, ce a avut loc la scurt timp după moartea lui Buddha. Curând, textul a devenit ușor interpretabil, iscând neînțelegeri între călugări. Așa se face că în ziua de azi există tre trsdiți diferite ale textului.

### Vinaya în Budismul Theravada
Budiștii din Birmania, Cambodgia, Sri Lanka și Thailanda, urmează un text Vinaya ce conține 227 de reguli pentru călugări și 331 pentru călugărițe.

### Vinaya în Budismul Est-asiatic
Budiștii din China, Coreea, Japonia, Taiwan și Vietnam, urmează un text Vinaya ce conține 250 de reguli pentru călugări și 348 pentru călugărițe. Unele școli din Japonia urează din punct de vedere tehnic acest lucru, dar cu toatea acestea mulți preoți și călugări sunt căsătoriți, fiind o încălcare a regulilor.

### Vinaya în Budismul Tibetan
Budiștii din Tibet și Mongolia, urmează un text Vinaya ce conține 253 de reguli pentru călugări și 364 pentru călugărițe. În plus, pe lângă aceste reguli există și unele suplimentare.